# Эль-Кармен-де-Атрато
Эль-Кармен-де-Атрато (исп. El Carmen de Atrato) — город и муниципалитет на западе Колумбии, на территории департамента Чоко. Входит в состав субрегиона Атрато.

## История
Поселение, из которого позднее вырос город, было основано 21 июня 1874 года.

## Географическое положение

Муниципалитет Эль-Кармен-де-Атрато

Город расположен в восточной части департамента, в горной местности Западная Кордильера, на расстоянии приблизительно 59 километров к северо-востоку от города Кибдо, административного центра департамента. Абсолютная высота — 2818 метров над уровнем моря.
Муниципалитет Эль-Кармен-де-Атрато граничит на западе с территорией муниципалитета Кибдо, на юге — с муниципалитетом Льоро, на юго-востоке — с муниципалитетом Багадо, на юге — с муниципалитетом Тадо, на севере и востоке — с территорией департамента Антьокия. Площадь муниципалитета составляет 1017 км².

## Население
По данным Национального административного департамента статистики Колумбии, совокупная численность населения города и муниципалитета в 2015 году составляла 14 049 человек.
Динамика численности населения муниципалитета по годам:
| 2005   | 2006   | 2007   | 2008   | 2009   | 2010   | 2011   | 2012   | 2013   | 2014   | 2015   |
| ------ | ------ | ------ | ------ | ------ | ------ | ------ | ------ | ------ | ------ | ------ |
| 11 849 | 12 050 | 12 258 | 12 470 | 12 684 | 12 911 | 13 123 | 13 352 | 13 584 | 13 819 | 14 049 |

Согласно данным переписи 2005 года мужчины составляли 48,4 % от населения Эль-Кармен-де-Атрато, женщины — соответственно 51,6 %. В расовом отношении белые и метисы составляли 63,6 % от населения города; индейцы — 19,4 %; негры, мулаты и райсальцы — 17 %.
Уровень грамотности среди всего населения составлял 81,3 %.